# Ржавка (приток Оки)
Ржавка — река в России, протекает в Нижегородской области. Устье реки находится в 6 км по левому берегу реки Оки. Длина реки составляет 10 км, площадь водосборного бассейна 48,9 км². Высота устья — 67,2 м над уровнем моря.
Средняя часть реки забрана в коллектор, проложенный вдоль Заречного бульвара.
Система водного объекта: Ока → Волга → Каспийское море.

## Данные водного реестра
По данным государственного водного реестра России относится к Верхневолжскому бассейновому округу, водохозяйственный участок реки — Волга от устья реки Ока до Чебоксарского гидроузла (Чебоксарское водохранилище), без рек Сура и Ветлуга, речной подбассейн реки — Волга от впадения Оки до Куйбышевского водохранилища (без бассейна Суры). Речной бассейн реки — (Верхняя) Волга до Куйбышевского водохранилища (без бассейна Оки).
Код объекта в государственном водном реестре — 08010400312110000034097.